# 엘레프링네스섬

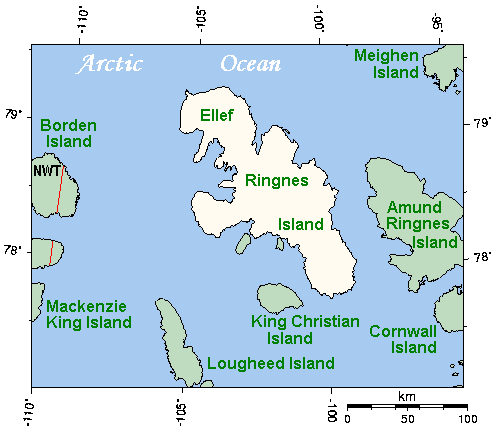

엘레프링네스섬(Ellef Ringnes Island)은 캐나다 북부 퀸엘리자베스 제도의 스베르드루프 제도(Sverdrup Islands)에 속한 무인도이다. 북극해상에 있으며 서쪽에 보든섬, 동쪽에 아문링네스섬이 있다. 면적은 11,295 km2로 세계에서 69번째로 큰 섬이자 캐나다에서 16번째로 큰 섬이다.
1901년 노르웨이인 탐험가 오토 스베르드루프(Otto Sverdrup)의 대원이 발견하였다. 당시 탐험 후원자 중 한 명이던 양조업자 엘레프 링네스(Ellef Ringnes)의 이름을 땄다.

## 같이 보기
- 아문링네스섬